# Surpanaka

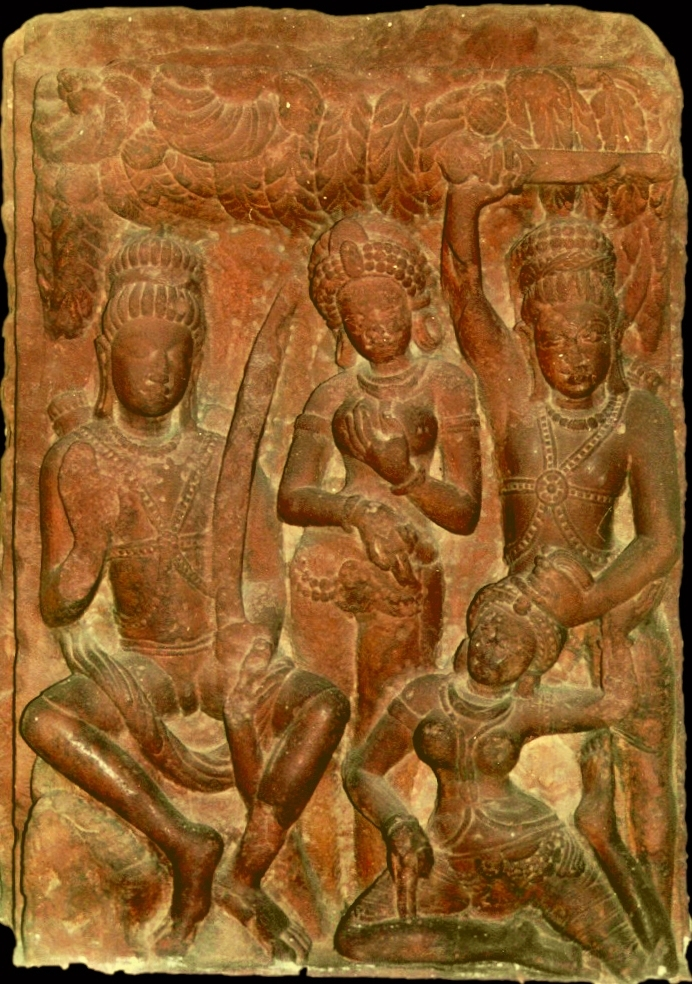
Lakshmana snijdt de neus van Surpanaka af

Surpanaka is in het hindoeïsme de zus van  Ravana en komt voor in het Ramayana-epos. Haar naam betekent in het Sanskriet scherpe, lange nagels.
Surpanaka is het jongste kind van Rishi Vishrava en zijn tweede vrouw Kaikesi. Ze kreeg de naam Meenakshi (degene met de visogen). Ze is zo mooi als haar moeder en oma Thataka vroeger waren. Ze trouwt met asura Dushtauddhi en ze genieten veel privileges aan het hof van Ravana. Dushtabuddhi wil echter meer macht en wordt door Ravana gedood. 
Surpanaka is weduwe en is vaak in het bos tussen Lanka en Zuid-India. Ze ontmoet de verbannen Rama en is gesteld op zijn jeugdige uiterlijk. Rama negeert haar avances en vertelt dat hij trouw is aan zijn vrouw Sita, hij zal ook nooit een tweede vrouw nemen. Rama zegt haar om Lakshmana te benaderen, maar ook hij wijst haar af. Surpanaka valt dan Sita aan, maar Lakshmana snijdt dan haar neus af en stuurt haar terug naar Lanka.
Surpanaka gaat naar het hof van haar broer en vertelt dat Sita een waardige vrouw voor Ravana is. Ze spoort hem aan haar te ontvoeren, om wraak te nemen op Rama. In andere versies start Surpanaka de oorlog om wraak te nemen op Ravana, ze wil hem dood. Rama heeft eerder haar oma en oom gedood en is een sterke partij tegenover Ravana. 
Surpanaka zou na de dood van Ravana met haar halfzus Kumbini opgenomen zijn in het hof van Vibhishana (de jongere broer van Ravana). 

## Uiterlijk
Valmiki beschreef Surpanaka als volgt:
- een lelijke vrouw
- dikke buik
- scheel
- dunner wordend, bruin haar
- borsten van enorme omvang
- een harde raspende stem

Kamban beschreef Surpanaka als volgt:
- een erg mooie vrouw
- lange, visvormige ogen
- slank
- betoverende persoonlijkheid
- ze heeft magische krachten
- ze kan elke vorm aannemen (metamorfose)

Als ze Rama wil verleiden neemt ze de gedaante aan van een mooie vrouw. Rama ziet echter haar ware uiterlijk en wijst haar daarom af.

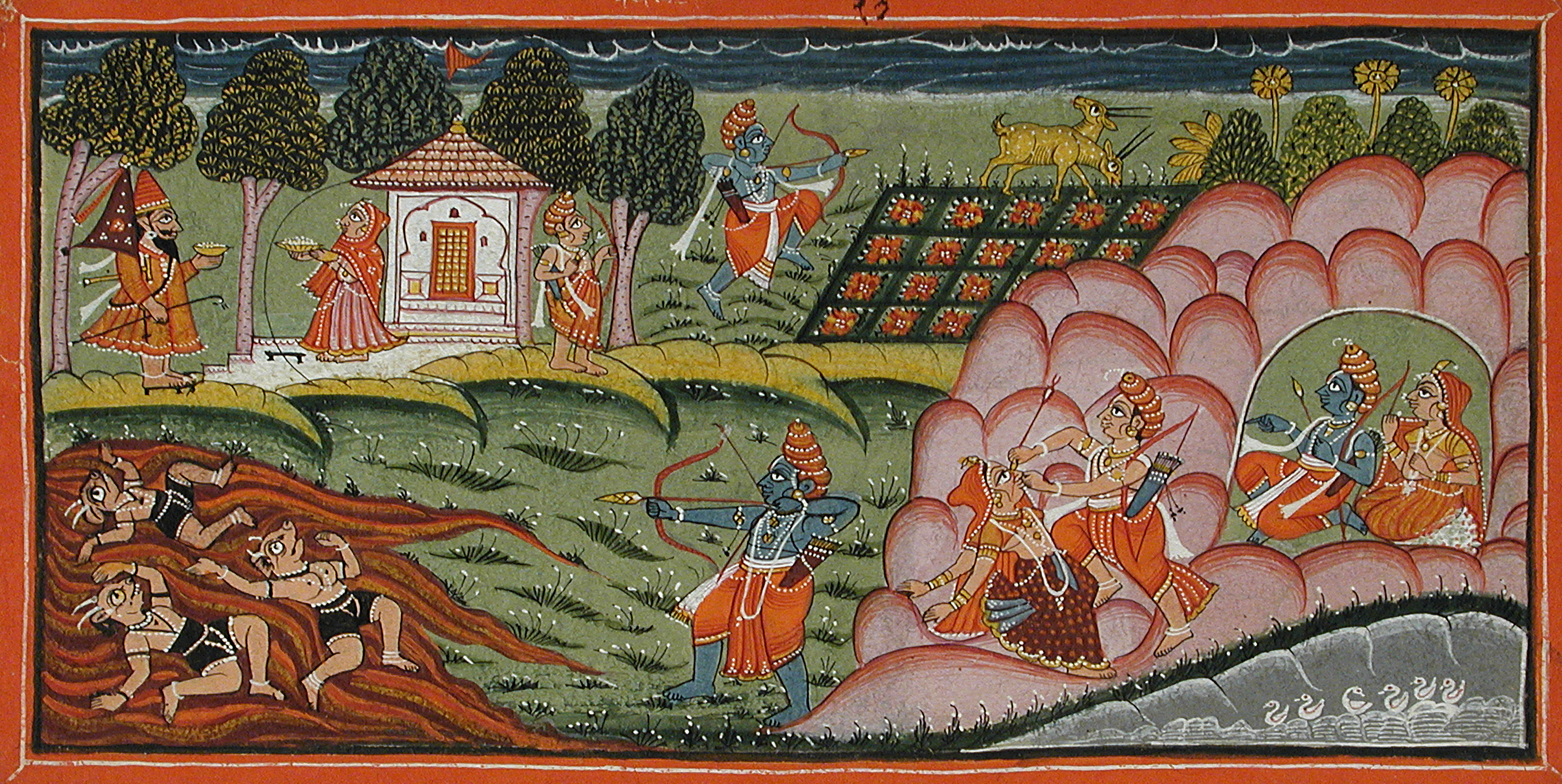
De gebeurtenissen in het bos, rechtsonder verliest Surpanaka haar neus